# Unión Juvenil Cruceñista
L'Union de la jeunesse crucéniste, (en espagnol: Unión Juvenil Cruceñista ou UJC) est un mouvement autonomiste basé à Santa Cruz de la Sierra en Bolivie. L'organisation est affiliée au Comité civique pro-Santa Cruz et revendique plus de 20 000 militants.

## Histoire
L'organisation est fondée en 1957 par Carlos Valverde Barbery, dirigeant de la Phalange socialiste bolivienne, d'inspiration franquiste. Selon son fondateur, «l’Union de la jeunesse crucéniste a été créée pour être le “bras armé” du comité, se chargeant non seulement de la lutte de rue mais aussi de l’endoctrinement populaire et du soutien militaire au comité». 
Elle prend part en 1971 au coup d’État d'Hugo Banzer[réf. nécessaire]. Carlos Valverde Barbery est nommé ministre de la Santé.
Elle fait l'objet de controverses en raison de ses activités indépendantistes dans le département de Santa Cruz depuis le début de la crise bolivienne en mai 2008, avec le référendum sur l'autonomie du département. L'UJC est accusée d'avoir tenté d'assassiner, le 20 juin 2008, le président de gauche de la Bolivie Evo Morales, opposé aux autonomistes. Son gouvernement est par contre également accusé d'avoir porté de fausses accusations contre le mouvement pour le discréditer et le réprimer.

## Idéologie et caractéristiques
Être phalangiste demeure aujourd'hui encore une condition pour rejoindre l’Union de la jeunesse crucéniste. Ses membres adoptent fréquemment le salut fasciste, bras tendu, lors des réunions. Connue pour son activisme violent, l'organisation est considérée comme un groupe paramilitaire par la Fédération internationale pour les droits humains (FIDH),.
Ses militants sont généralement issus de la bourgeoisie. 